# Маруненко Амврозій
Амврозій Маруненко (7 грудня 1881, Київ — †16 січня 1968, Бетлегем, Пенсільванія, США) — сотник Армії УНР, актор і режисер. 

## Біографія
Народився у Києві 7 грудня 1881 року. Закінчив середню освіту. В 1907 році вступив до трупи М. Кропивницького, від 1910 до 1914 р. був режисером залізничного театру в Києві. Учасник визвольних змагань 1917-1921 років, у званні сотника Армії Української Народної Республіки. Нагороджений "Хрестом Симона Петлюри" та "Воєнним Хрестом". 
В 1920 році перебуваючи в таборі інтернованих в м. Стрілково, був мистецьким керівником двох театрів: драматичного і театру мініятюр. Працював  співрежисером театру Орла-Степняка. Працював при театрах Івана Когутяка, В. Коссака, В. Блавацького. 
У 1945 році з Австрії організував драматичний театр де був його режисером. 
Пізніше емігрував до США де брав активну участь в праці Української ветеранської організації, на еміграції підвищений до звання полковника.
Помер 16 січня 1968 році в шпиталі Бетлегем, Пенсільванія. Був похований на цвинтарі Фокс Чейс в Філадельфії. У похоронах брали участь українське духовенство, громадянство та побратими по зброї з прапором Об'єднання колишніх вояків українців Америки.